# Manduca rustica
Espèce

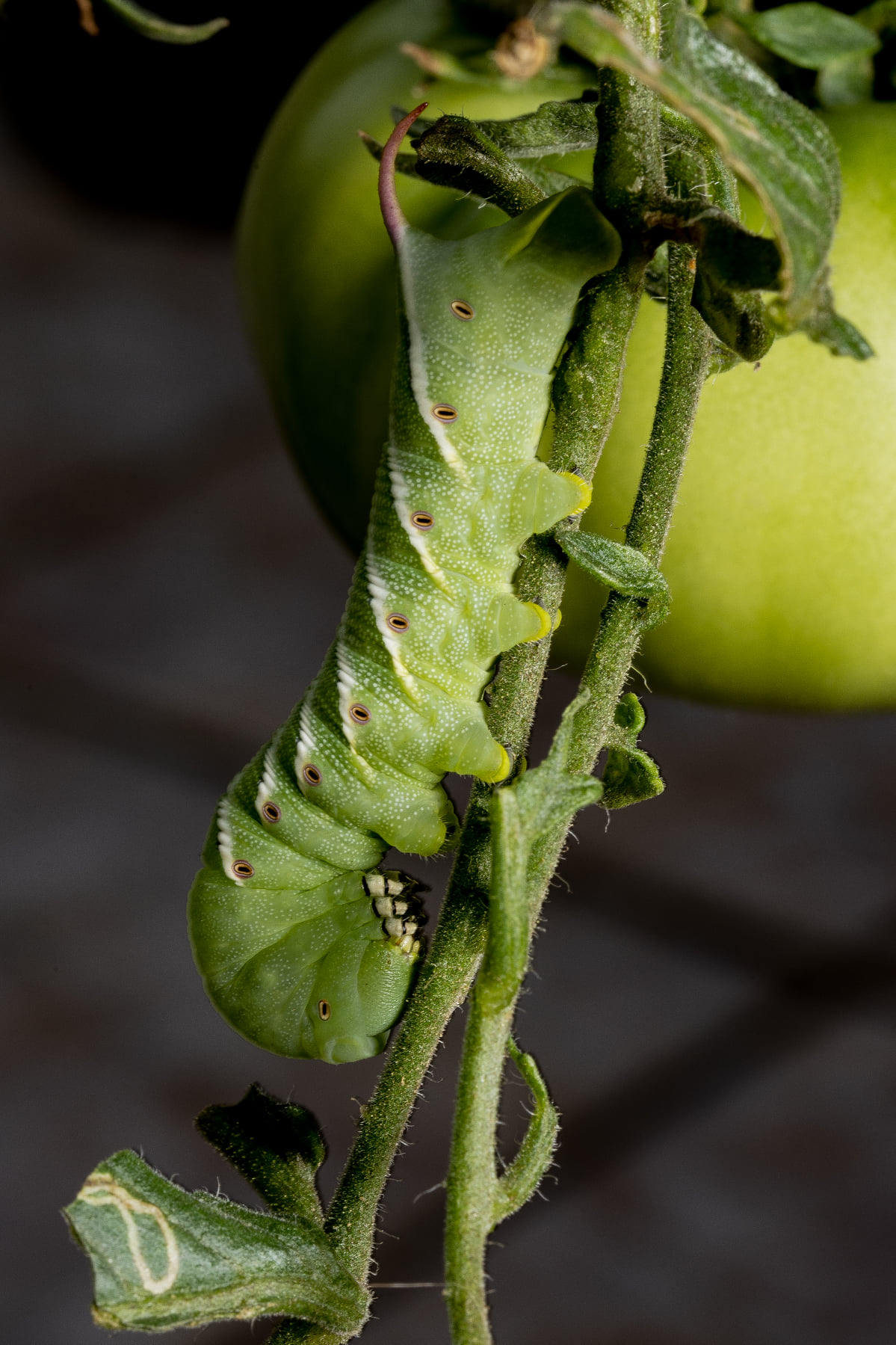
Sphinx Manduca rustica harterti de Saint-Martin

Manduca rustica  est une espèce de papillons de nuit de la famille des Sphingidae, de la sous-famille des Sphinginae et de la tribu des Sphingini.

## Description
L'envergure du mâle varie de 87 à 150 mm.

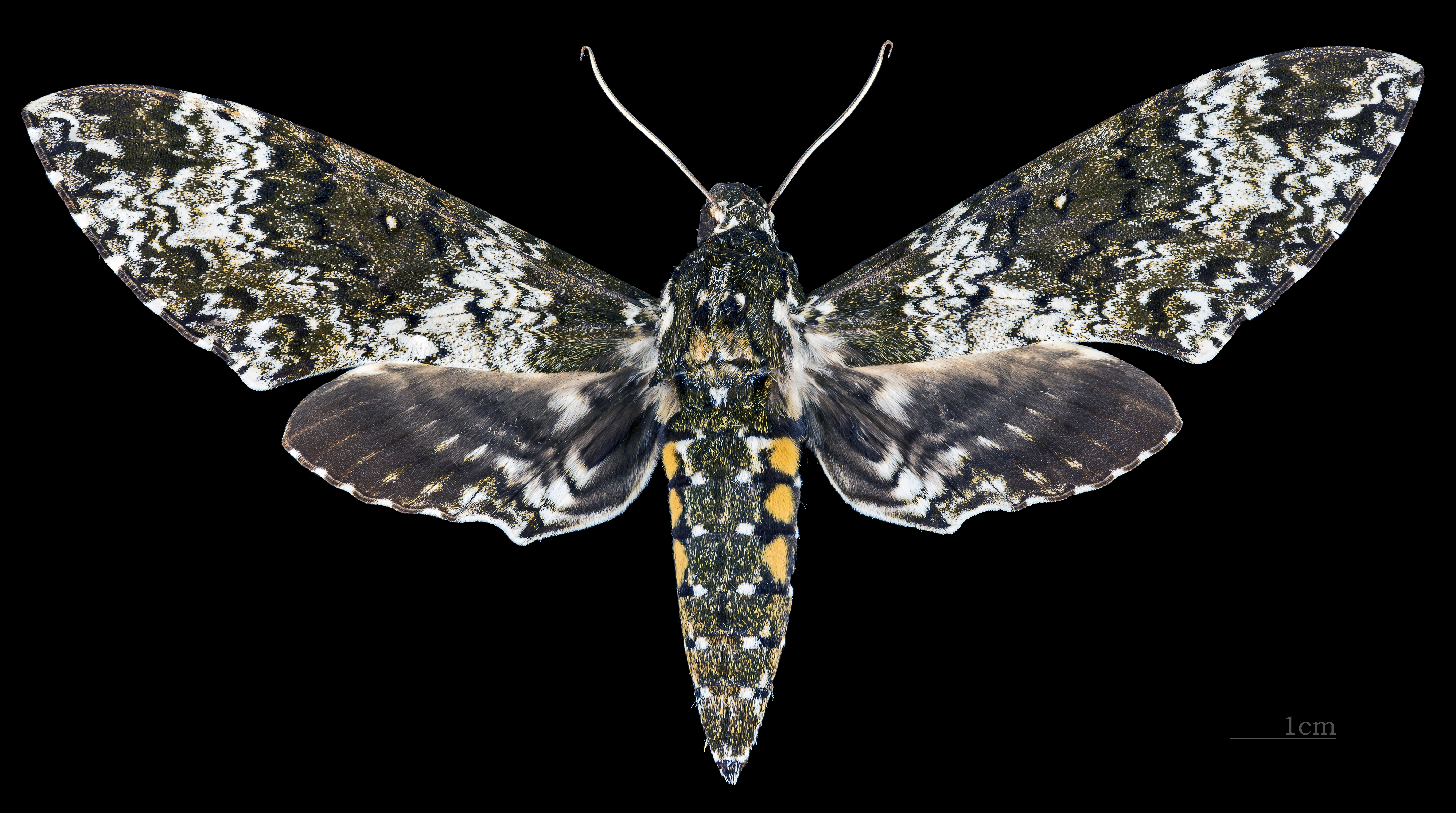
Face dorsale du mâle (coll.MHNT)
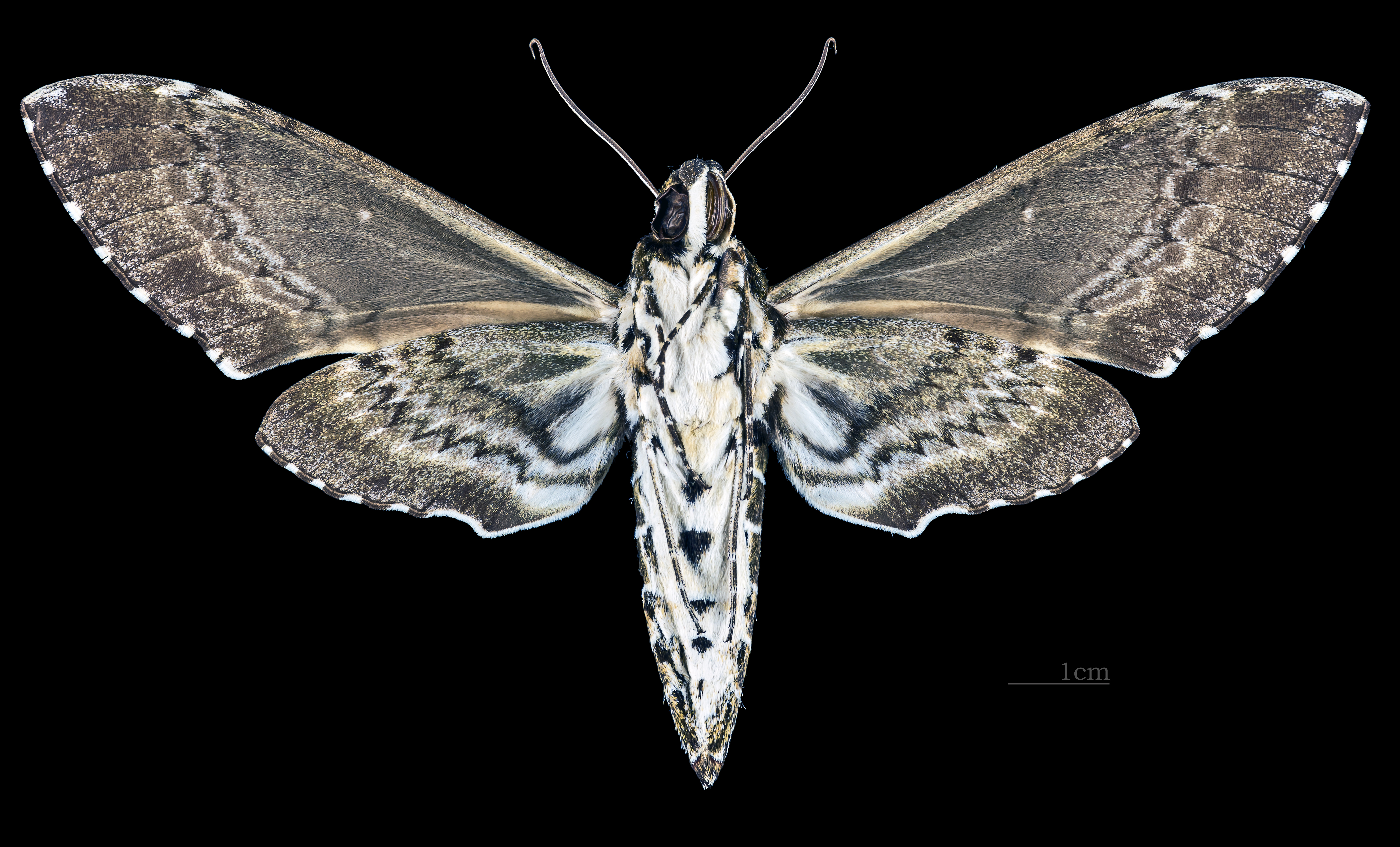
revers du mâle (coll.MHNT)

## Distribution et habitat
Distribution
L'espèce est connue dans le sud des États-Unis (Quelques individus connus dans le nord des États-Unis), en  Amérique centrale (Mexique), en Amérique du Sud (Uruguay).
Habitat
L'espèce est répandue et adaptable, vivant dans des habitats variés de forêts tropicales aux déserts et prospère dans les zones urbaines. Elle peut vivre sur de nombreux types de plantes indigènes et exotiques.

## Biologie
Les chenilles se nourrissent sur les espèces des genres Jasminum et Bignonia et d'autres plantes de plusieurs familles telles que les Verbenaceae, Convolvulaceae, Lamiaceae et Boraginaceae.

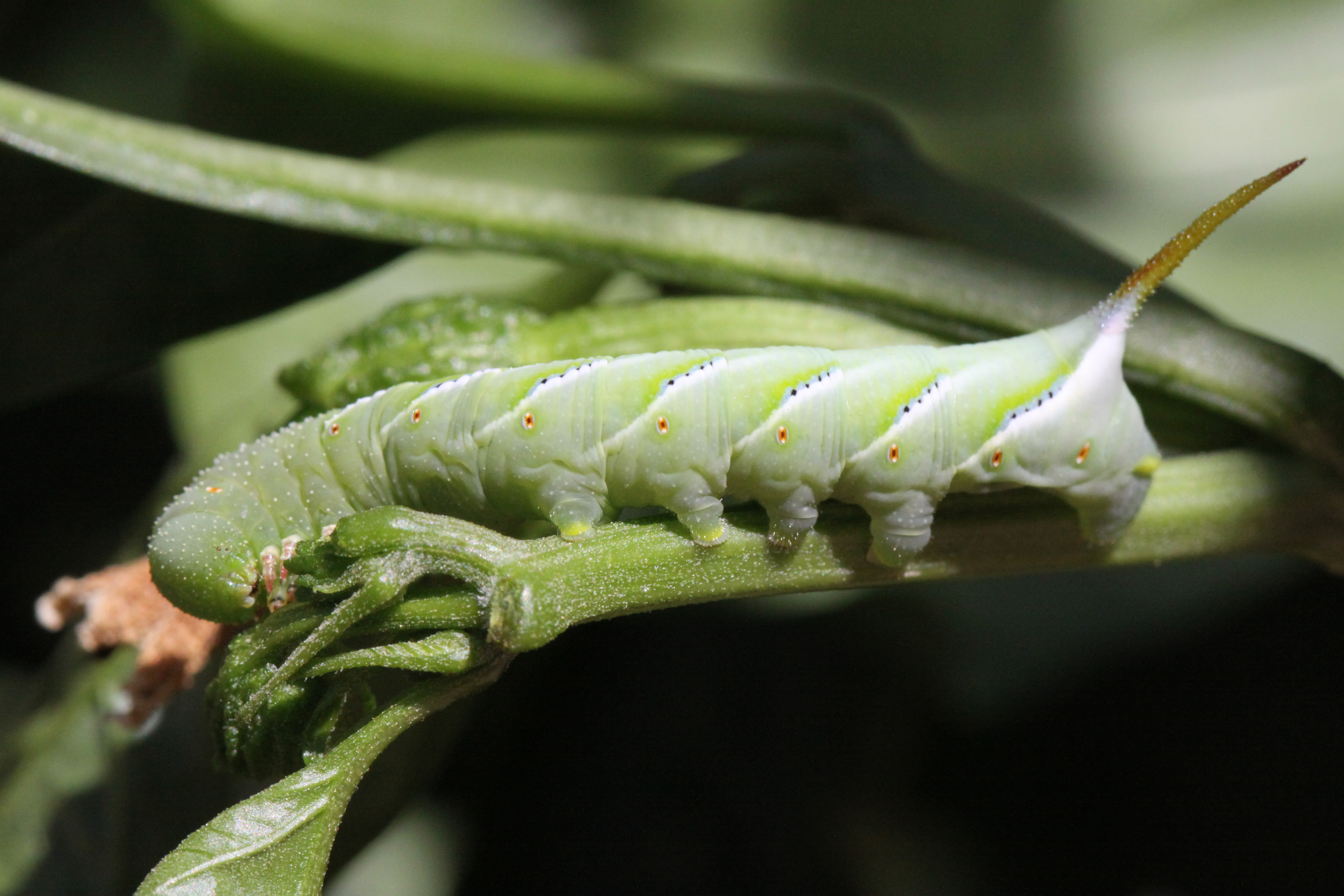

## Systématique
- L'espèce Manduca rustica  a été décrite par l'entomologiste danois Johan Christian Fabricius, en 1775 sous le nom initial de Sphinx rustica[1].

### Synonymie
- Sphinx rustica Fabricius, 1775 Protonyme
- Sphinx chionanthi J.E. Smith, 1797[2]
- Protoparce rustica calapagensis Holland, 1889
- Phlegethontius rustica harterti Rothschild, 1894
- Protoparce rustica cubana Wood, 1915
- Protoparce nigrita Clark, 1926
- Protoparce postscripta Clark, 1926
- Protoparce rustica dominicana Gehlen, 1928
- Protoparce rustica auriflua Gehlen, 1930
- Phlegethontius rustica cortesi Cary, 1963

### Taxinomie
Sous-espèces :
- Manduca rustica rustica (Amériques)
- Manduca rustica calapagensis (Hollande, 1889) (îles Galápagos)
- Manduca rustica cortesi (Cary, 1963) (Mexique)
- Manduca rustica cubana (Wood, 1915) (Cuba, Jamaïque)
- Manduca rustica harterti (Rothschild, 1894)[3] (Petites Antilles, y compris Bonaire et Sainte-Lucie)

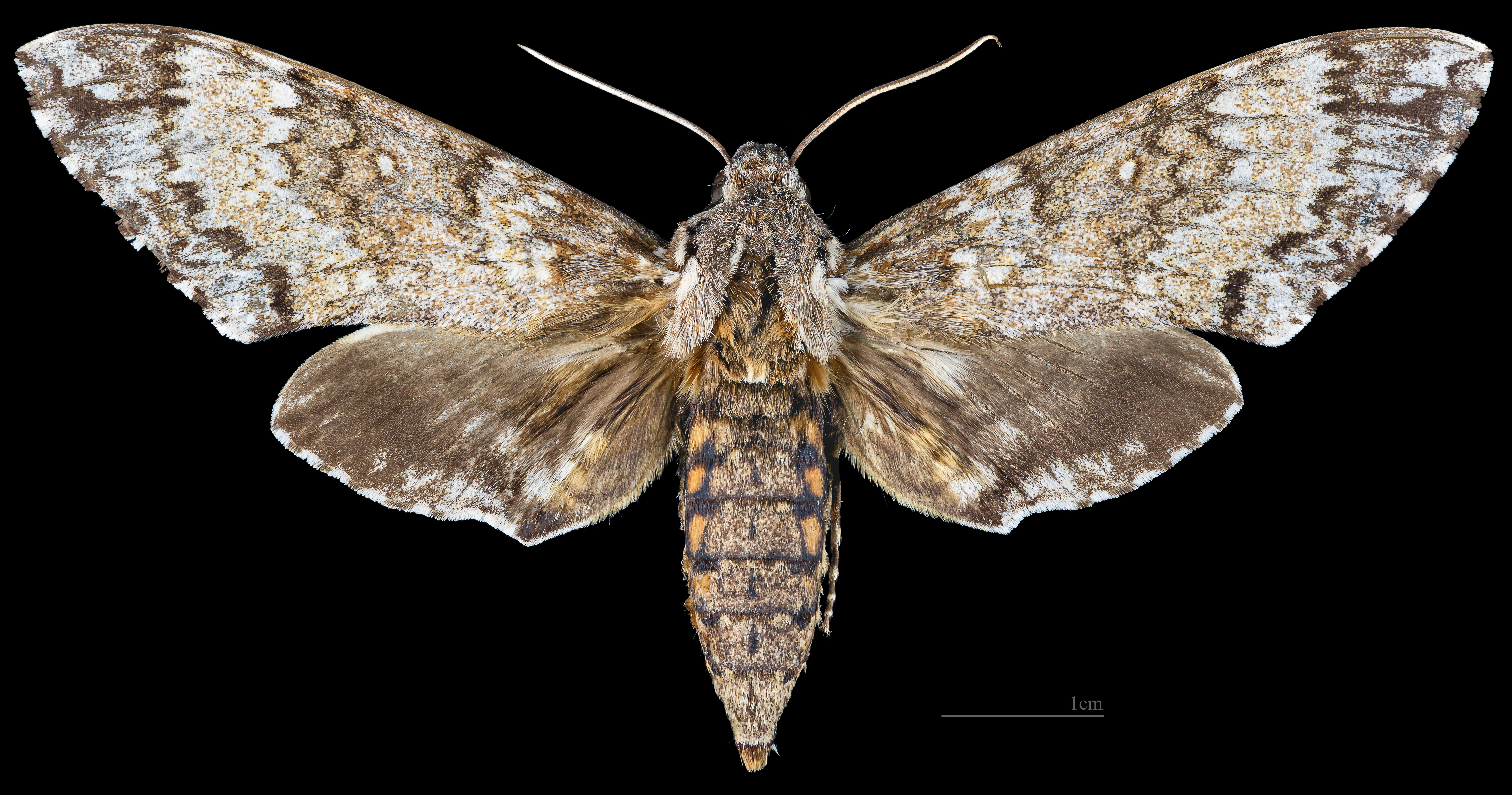
Manduca rustica calapagensis, face dorsale MHNT
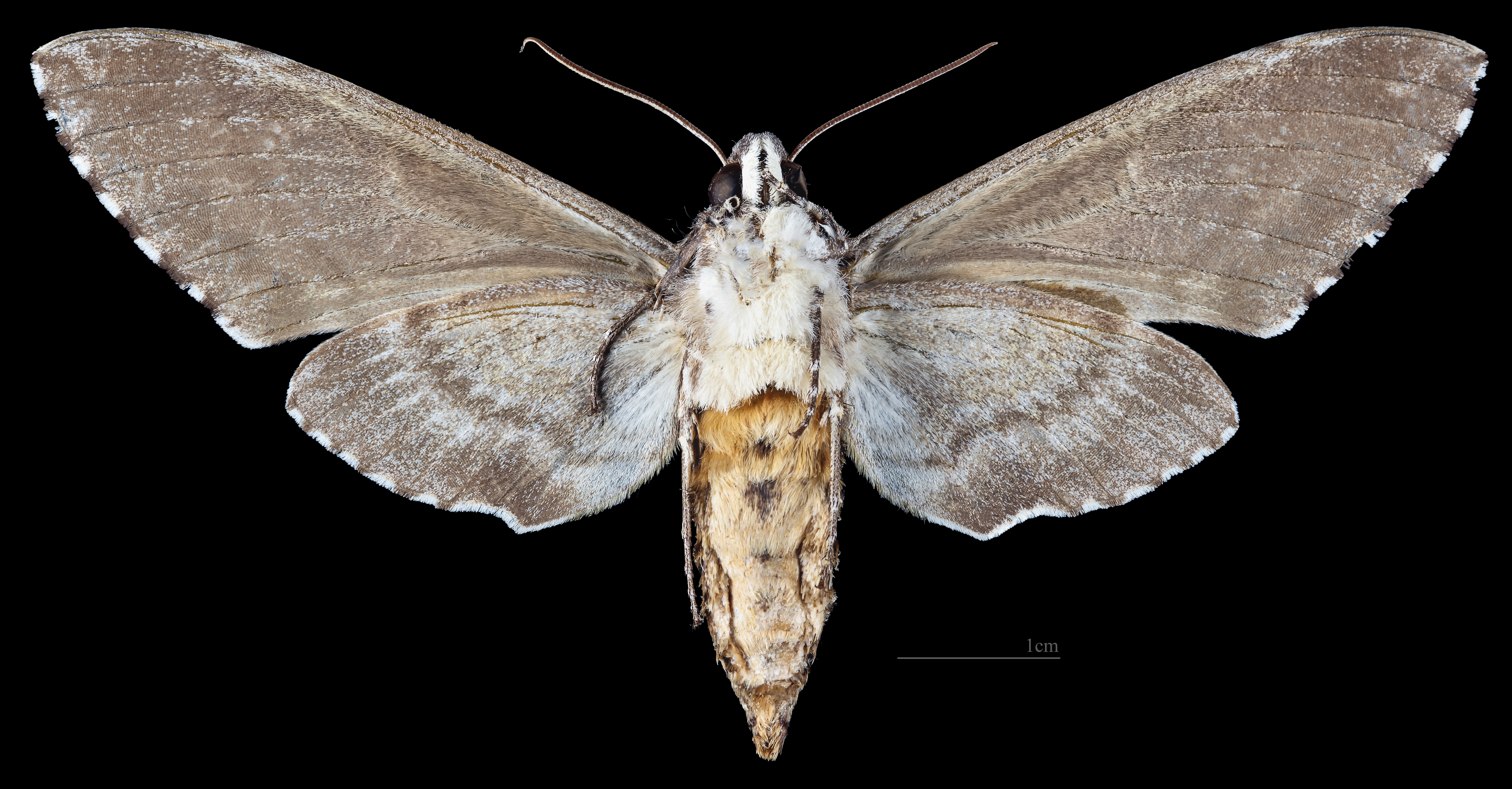
Manduca rustica calapagensis, revers MHNT
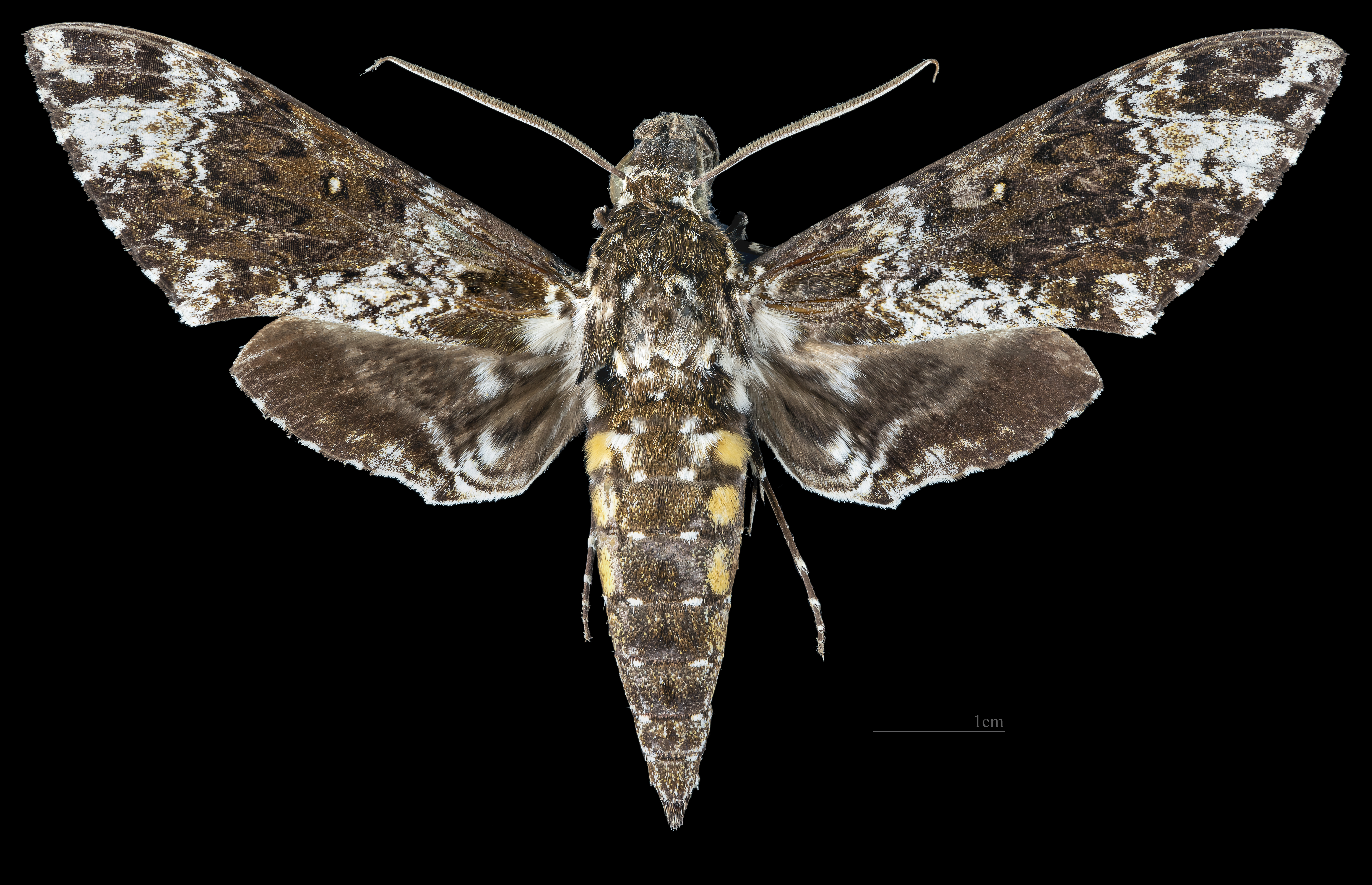
Manduca rustica cubana Face dorsale MHNT
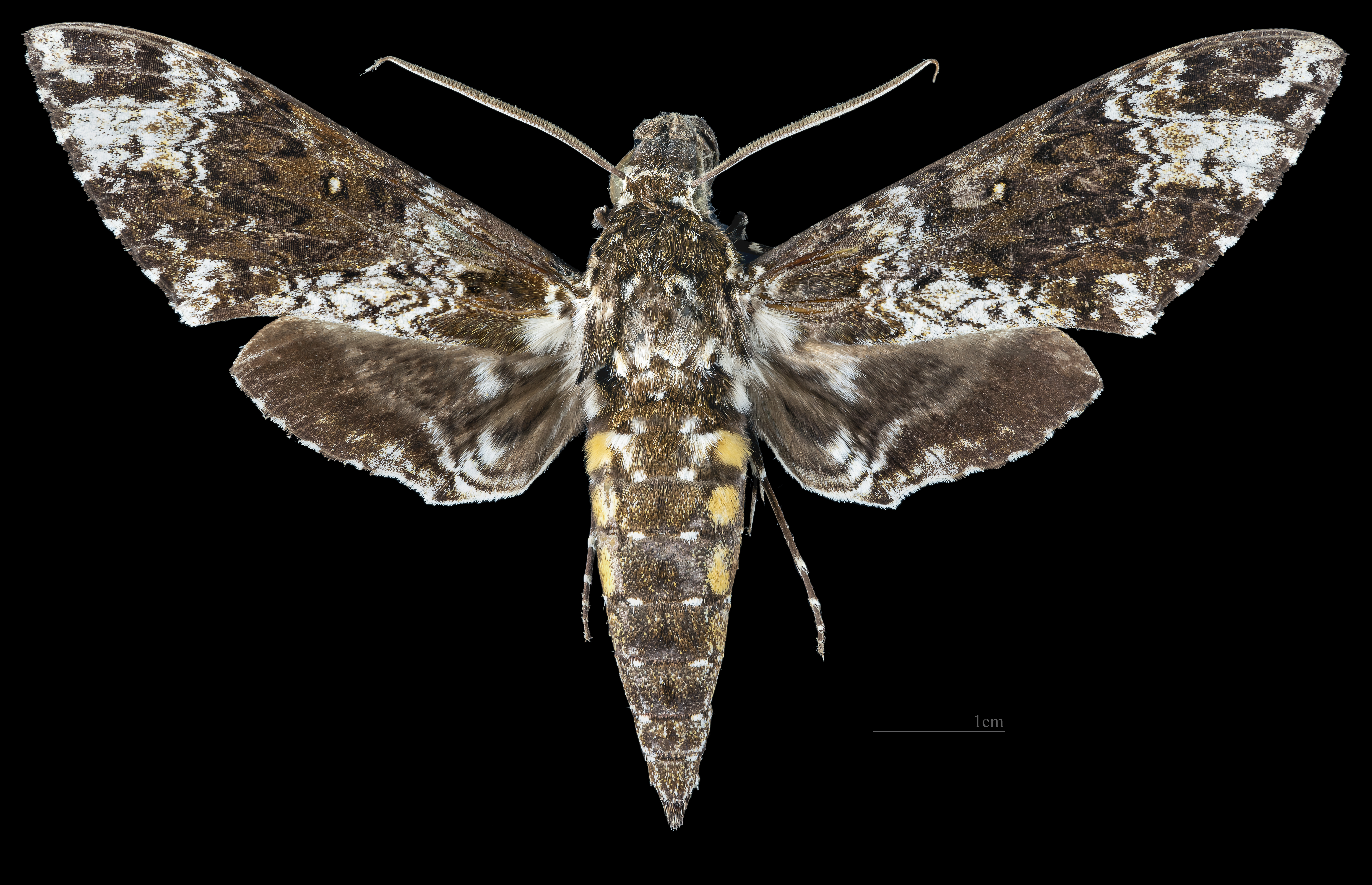
Manduca rustica cubana revers MHNT
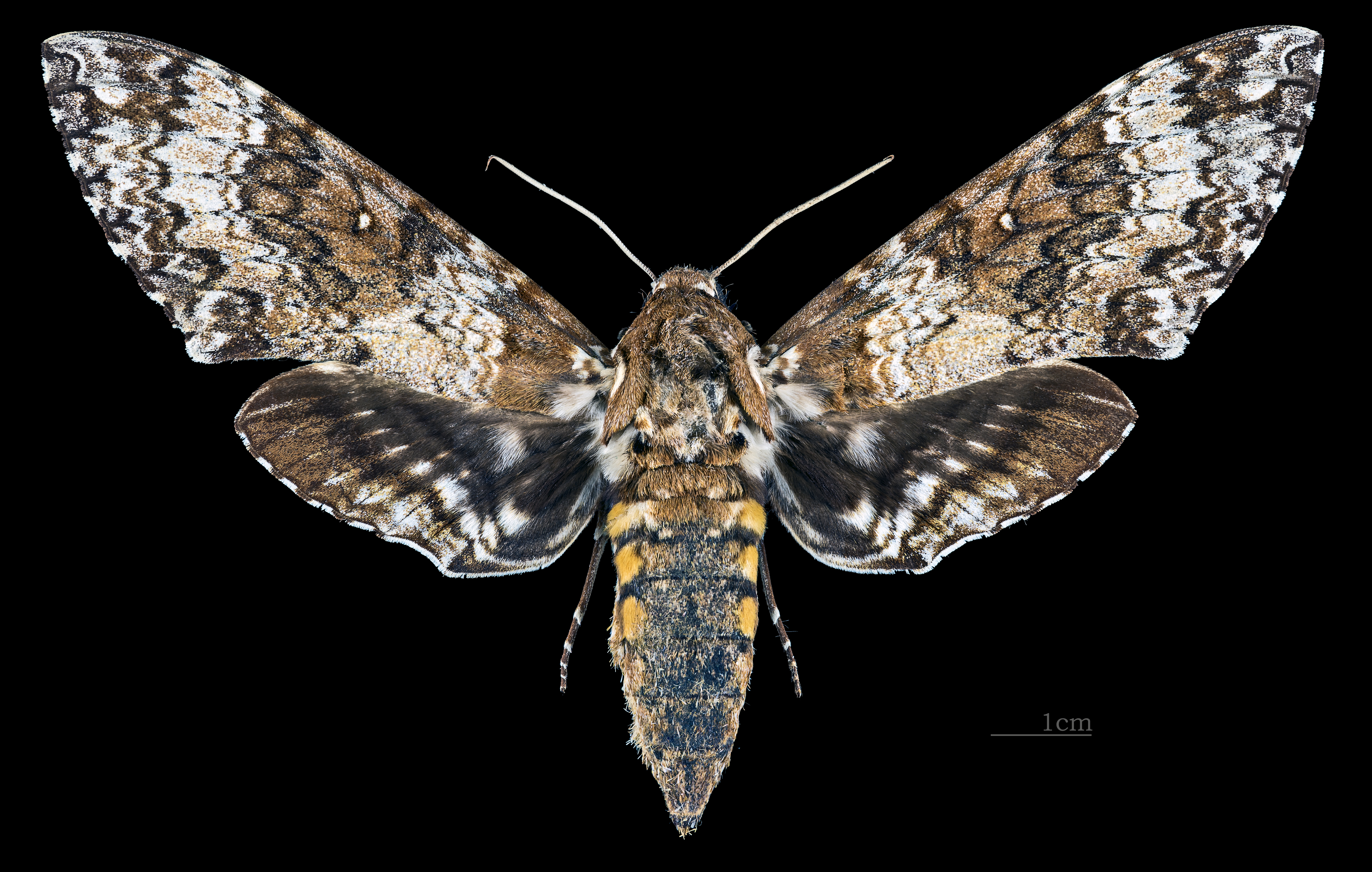
Manduca rustica harterti Face dorsale MHNT
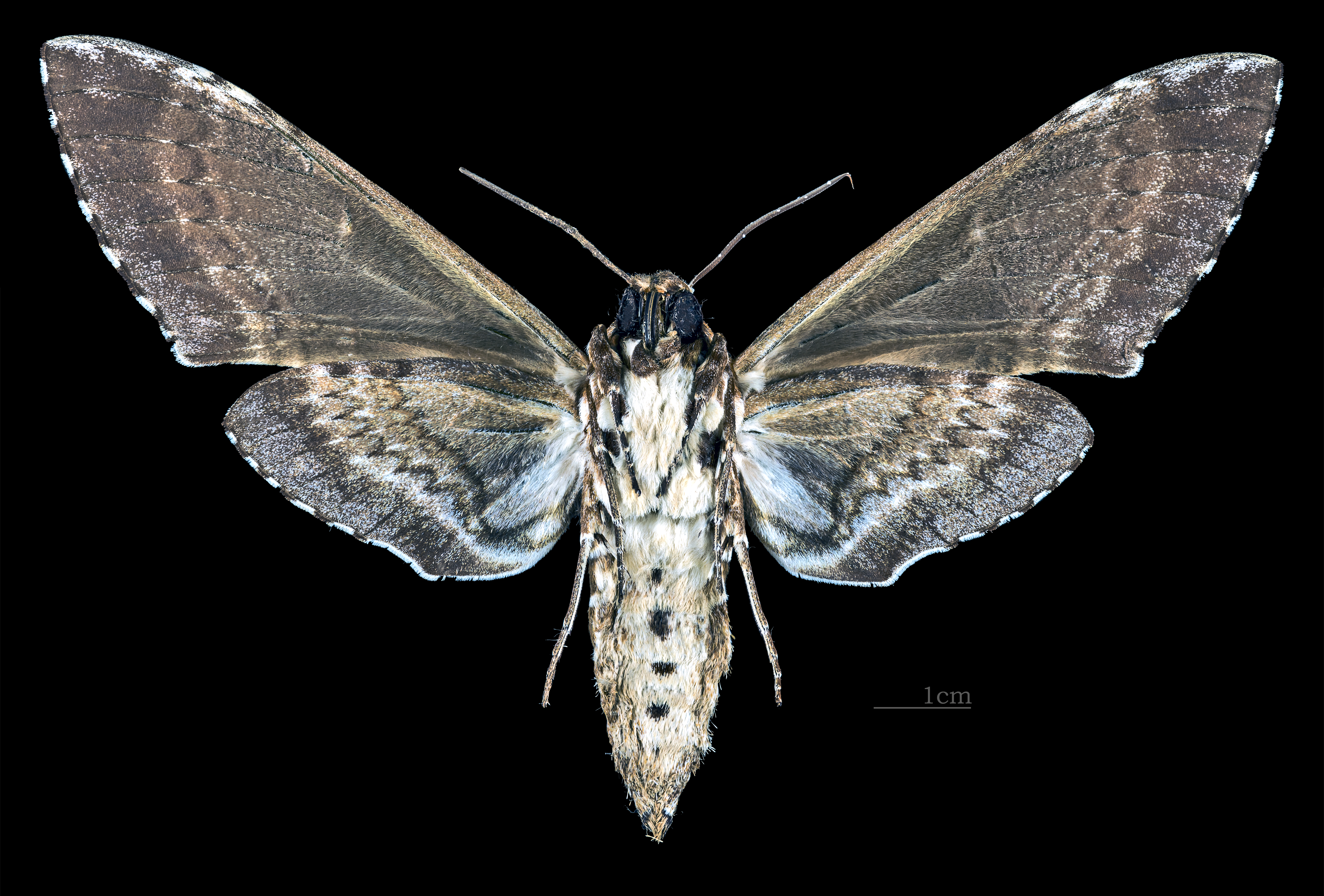
Manduca rustica harterti revers MHNT